# Strengt fortroligt (Nevil Shute)
 For alternative betydninger, se Strengt fortroligt. (Se også artikler, som begynder med Strengt fortroligt)
Strengt fortroligt (Most Secret) er en engelsk krigsroman af Nevil Shute, skrevet i 1942 men censureret indtil 1945, hvor den blev udgivet af Pan Books.

## Plot
I sommeren 1941, hvor 2. verdenskrig raser, præsenteres romanens fortæller commander Martin fra det britiske admiralitet for en ide: En lille båd med navnet Genevieve skal forklædt som fiskerbåd men bevæbnet med småskyts og navnlig en flammekaster snige sig ind på de tyske krigsskibe, der bevogter den franske by Douarnenez fiskerflåde. Officerene bag planen er uldvarefabrikantsønnen Oliver Boden og dyrevennen Seymor Rhodes, støttet af den fransk-engelske flygtning Charles Simon. De får det grønne lys og sammen med den verdensomstrejfende John Colvin og en flok Frie Franske giver de sig ud på nogle farlige togter over Den engelske kanal.